# Der Weg in die Welt
Der Weg in die Welt ist ein dokumentarischer Propagandafilm aus der Zeit des Nationalsozialismus über die Deutsche Kolonialschule für Landwirtschaft, Handel und Gewerbe in Witzenhausen.

## Inhalt
Der Film gibt Einblicke in die Ausbildung an der Kolonialschule. Der Film beginnt mit einer Übersicht über die bergige Landschaft am Ufer der Werra rund um das Schloss, das die Schule beherbergt. Es folgt eine kurze Definition des Zwecks von Schule und Ausbildung. Danach gibt der Film Einblicke in die Praxis der verschiedenen Ausbildungsfächer: Mit dem Spaten werden Pflanzen gepflanzt, die Arbeit mit Maschinen zur Auflockerung der Erde wird geübt. Auf einem Neubau wird Lehmputz aufgetragen, Getreide wird mit der Sense gemäht und mit den Händen zu Bündeln gebunden. An der Dreschmaschine werden Getreidesäcke transportiert und in der Mühle zu Mehl gemahlen. Es werden Brötchen geformt und gebacken. Kühe werden gemolken, die Milchkannen werden mit dem Lastauto zur Molkerei transportiert. Dort steht die Milchverarbeitung zu Käse und Butter auf dem Lernprogramm.
In der Tierhaltung wird die Schweine- und Schafzucht gezeigt. In den unterschiedlichen Werkstätten kann man das Handwerk des Hufschmieds erlernen, Bohr- und Drehmaschinen bedienen, und die Tätigkeiten von Stellmachern, Tischler, Schneidern und Automechanikern erlernen. Im Labor werden Chemieexperimente ausgeführt.
Auch Sport gehört zur Ausbildung, wie Rudern, Laufen, Gymnastik, Leichtathletik, Boxen und Tennis. Die Schießausbildung zählt zum Pflichtprogramm. Der Film endet mit einem kleinen Rundgang durch die Bibliothek und das Museum der Kolonialschule, welche zur Unterrichtung der Schüler zur Verfügung stehen und Einblicke in fremde Kulturen und Lebensweisen geben. Die letzten Szenen zeigen die Ankunft von Frachtschiffen in Übersee.